# Sıla Şahin
Sıla Şahin (Berlijn-Spandau, 3 december 1985) is een Duits-Koerdische actrice.
Şahin speelde haar eerste rollen bij het AG-Theater. Daarna werkte ze als model. Ze volgde een acteeropleiding aan de Schauspielschule Charlottenburg in Berlijn, gevolgd door privélessen.
Landelijke bekendheid kreeg Şahin in Duitsland door haar rol als Ayla Özgül in Gute Zeiten, schlechte Zeiten. Eerder was ze te zien geweest als Elif Kiliç in KDD - Kriminalauerdienst van de ARD en in de veelgeprezen film Verfolgt van Angelina Maccarone.
Şahin woont in Berlin-Charlottenburg.
Şahin verscheen in mei 2011 op de omslag van de Duitse Playboy, hetgeen veel discussie losmaakte.

## Filmografie

### Bioscoop
- 2006: Verfolgt
- 2007: JanJan
- 2009: The Basement

### Televisieseries
- 2007–2009: KDD – Kriminaldauerdienst (9 afleveringen)
- 2009–2014: Gute Zeiten, schlechte Zeiten (1115 afleveringen)
- 2012: Alarm für Cobra 11 – Die Autobahnpolizei – Die Nervensäge
- 2012: Countdown – Die Jagd beginnt – Nutte Nr. 5
- 2012–2013, 2016–2017: Notruf Hafenkante (7 afleveringen)
- 2014: Kommissar Marthaler – Partitur des Todes
- 2014: Schmidt – Chaos auf Rezept – High Escort für alle!
- 2014: Verbotene Liebe (13 afleveringen)
- 2015: Sibel & Max – Schief gewickelt
- 2015: Block B – Unter Arrest – Hinter dem Vorhang
- 2015: Lindenstraße (2 afleveringen)
- 2015: SOKO Stuttgart – Letzte Rettung
- 2017–2018: Offscreen (18 afleveringen)
- 2019–2020: Nachtschwestern
- 2023–2024: Alles was zählt